# わんぱく機関車
『わんぱく機関車（汽車のえほん26）』（わんぱくきかんしゃ きしゃのえほん26）（原題 Tramway Engines）は、低学年の児童向け絵本シリーズ「汽車のえほん」の第26巻である。

## 概要
1972年にイギリスで発行されたウィルバート・オードリー牧師執筆による汽車のえほんシリーズの第26巻。オードリー牧師執筆巻、日本語訳発行巻とともに最終巻。4話の短編作品を収録。挿絵はガンバー＆ピーター・エドワーズが担当。
ポプラ社から1981年2月に日本語訳が出版されていたが、2004年頃絶版。2010年12月にミニ新装版が発売された。
この作品の制作後、オードリー牧師は「井戸が干上がった」と感じ、汽車のえほんシリーズは一旦終了することとなった。ただし、本作の物語自体は特に最終話らしい内容ではなく、新キャラクターも出てくるなど従来通りである。以後、汽車のえほんシリーズの続刊は、息子のクリストファー・オードリーが執筆し1983年に発行された27巻「Really Useful Engines(ほんとうにやくにたつ機関車)」（日本では2023年11月に発売）を待つこととなる。

## 成立の過程と作品背景
1945年から、ほぼ毎年に1巻ずつ続巻してきた本シリーズの第26巻。トーマスの支線の機関車たちを描いた内容となっている。挿絵の作風が馴染みのあるダルビーやケニーの絵とかけ離れてしまっているため、あまり評価は高くないが、その一方で機関車の描写はシリーズ中で最高精度を誇る。

## 収録作品
- ゆうれい列車 (Ghost Train)
- け虫 (Woolly Bear)
- ディーゼル機関車メイビス (Mavis)
- トビーのつなわたり (Toby's Tightrope)

## 登場キャラクター
テレビシリーズの機関車紹介と重複する解説は省略、本巻の内容で特筆すべきものを紹介。
メインキャラクター
- トーマス - この巻では生意気な面がかなり強調されており、前書きに「彼が頼み込んだのでこの支線の話を書いた」という趣旨の説明がある。
- パーシー - かなりデザインが変更されており、実在の機関車「エーヴォンサイド・クラスSS」(GWR No.1340トロージャン)に近い形状になっている。オードリー牧師の悩みの種だったサドルタンクがリアルな形状に変更されたが、評判はあまり良くなかった。
- トビー

サブキャラクター
- アニーとクララベル - P.33の挿絵の右端に登場。ダルビー以来顔は出てこなかったが、この巻でやっと顔が描かれた。
- デイジー
- メイビス - 初登場。後半2話の主役。「汽車のえほん」シリーズで初めて登場した女性人格のディーゼル機関車。モデルはイギリス国鉄04型。
- 農場のトラクター

## その他
- 日本語版旧版の扉には「その間でメインの車両をディフォルメしたシルエット」が描かれているのだが、この巻のみ謎のタンク機（エドワードのシルエットに似ているが炭水車が無い）が描かれている。
- 本来は1971年に執筆予定であったが関連本「Surprise Packet」を発行したため1972年に延期された。